# (656) Beagle
(656) Beagle – planetoida z grupy pasa głównego asteroid.

## Odkrycie
Została odkryta 22 stycznia 1908 roku w Landessternwarte Heidelberg-Königstuhl w Heidelbergu przez Augusta Kopffa. Nazwa planetoidy pochodzi od okrętu HMS Beagle, którym w podróż dookoła świata jako przyrodnik udał się Karol Darwin. Przed nadaniem nazwy planetoida nosiła oznaczenie tymczasowe (656) 1908 BU.

## Orbita
(656) Beagle okrąża Słońce w ciągu 5 lat i 215 dni w średniej odległości 3,15 j.a. Należy do planetoid z rodziny Themis.